# Artistique-Europameisterschaft 1977

Logo CEB (ausrichtender Verband)

Veranstaltungsort: Brüssel

Die Billard-Artistique-Europameisterschaft 1977 war das 20. Turnier in dieser Disziplin des Karambolagebillards und fand vom 31. März bis zum 3. April 1977 in Brüssel statt.

## Modus
Gespielt wurden 76 verschiedene Figuren mit verschiedenen Punktewertungen. Jeder Teilnehmer hatte pro Figur drei Versuche. Die maximale Punktzahl betrug 500 Punkte.

Gewertet wurde wie folgt:
1. Punkte = Erzielte Punkte
2. Versuche = Anzahl der gespielten Versuche
3. gelöste Figuren = gelöste Figuren
4. HS = Punkte der nacheinander gelösten Figuren
5. % = Prozentual gelöste Figuren

## Abschlusstabelle
| Platz                        | Name               | Punkte | Versuche | gel. Figuren | HS | %       |
| ---------------------------- | ------------------ | ------ | -------- | ------------ | -- | ------- |
| 1                            | Raymond Steylaerts | 307    | 173      | 50           | 55 | 61,40 % |
| 2                            | Claudio Nadal      | 307    | 174      | 48           | 44 | 61,40 % |
| 3                            | Léo Corin          | 302    | 156      | 50           | 36 | 60,40 % |
| 4                            | Florent de Jonghe  | 275    | 177      | 44           | 43 | 55,00 % |
| 5                            | Giuseppe Tomsich   | 207    | 187      | 35           | 28 | 41,40 % |
| 6                            | Cayo Munoz         | 181    | 194      | 31           | 17 | 36,20 % |
| 7                            | Gert Tiedtke       | 180    | 191      | 33           | 32 | 36,00 % |
| 8                            | Jean-Luc Chiche    | 162    | 199      | 29           | 25 | 32,40 % |
| 9                            | Lothar Wiese       | 90     | 213      | 18           | 16 | 18,00 % |
| Turnierdurchschnitt: 44,68 % |                    |        |          |              |    |         |